# Andrea Riseborough
Andrea Riseborough, född 20 november 1981 i Wallsend, Tyne and Wear, är en brittisk skådespelare. Hon är känd för att ha gestaltat Margaret Thatcher i filmen Margaret Thatcher: The Long Walk to Finchley från 2008. Hon har spelat Isabella i Lika för lika och titelrollen i Fröken Julie. I filmen Flickorna i Dagenham har hon en biroll.
2011 utsågs hon till Storbritanniens Shooting Stars Award och 2013 nominerades hon till Rising Star Award.

## Filmografi i urval
- 2008 – Margaret Thatcher: The Long Walk to Finchley
- 2008 – Happy-Go-Lucky
- 2010 – Never Let Me Go
- 2010 – Flickorna i Dagenham
- 2011 – W.E.
- 2013 – Oblivion
- 2014 – Birdman
- 2018 – Waco (TV-serie)